# فليبر ولوباكا
فليبر ولوباكا (بالإنجليزية: Flipper and Lopaka)‏ هو مسلسل رسوم متحركة أسترالي، تم إنتاجه ل3 مواسم من سنة 1999 إلى 2005 وقد تم دبلجته إلى العربية وقد قامت شركة يورام غروس بإنتاجه وكانت قناة سفن نيتوورك أول من عرضت المسلسل، المسلسل يتكلم عن الدولفين فليبر الذي ينقذ لوباكا الذي كاد أن يموت من الغرق بعد أن وقع في البحر، وعند ذلك يصبحون أصدقاء ويساعدون بعضهم البعض في عالميهم البشري والبحري.

## وصلات خارجية
- فليبر ولوباكا على موقع IMDb (الإنجليزية)
- فليبر ولوباكا على موقع كينوبويسك (الروسية)
- فليبر ولوباكا على موقع قاعدة بيانات الفيلم (الإنجليزية)

- https://www.youtube.com/watch?v=MTu9oxQr0Lo